# CHa-23
CHa-23 — мисливець за підводними човнами Імперського флоту Японії, який взяв участь у Другій світовій війні.
CHa-23 належав до серії допоміжних мисливців, споруджених з використанням можливостей малих суднобудівних підприємств. Ці кораблі мали дерев'яний корпус та при зникненні зацікавленості в них зі сторони збройних сил мали бути перетворені на риболовецькі судна.
Спорудження корпусу CHa-23 здійснили на верфі в Муракамі, а його оснащення озброєнням провели на верфі ВМФ у Йокосуці (Токійська затока).
З червня 1943-го корабель ніс службу в північні частині Японського архіпелагу, зокрема біля портів Омінато (північне завершення Хонсю), Вакканай (острів Хоккайдо) та Одомарі (наразі Корсаков на острові Сахалін). 27 червня 1943-го під час патрулювання з CHa-23 скинули три глибинні бомби по ймовірному місцю перебування ворожого підводного човна.
У серпні 1943-го корабель вирішили перевести до Океанії. 21 вересня 1943-го він вийшов з Йокосуки у складі конвою № 3912, що прямував на Трук у центральній частині Каролінських островів (тут була головна японська база в Океанії).
Відомо, що в грудні 1943-го CHa-23 діяв у архіпелазі Бісмарка, зокрема ескортував транспорти між Рабаулом і Кавієнгом (основні японські бази в архіпелазі). 29 грудня корабель повів «Канаіяма-Мару» з Кавієнгу до островів Адміралтейства, а 1 січня 1944-го цей транспорт був потоплений авіацією. CHa-23 провів порятунок вцілілих та 3 січня прибув до Рабаула.
У січні 1943-го корабель продовжив супроводжувати транспорти між Рабаулом та Кавієнгом, а 22 січня повів з Кавієнгу на острови Адміралтейства інший транспорт «Хейва-Мару». Тієї ж доби під час атаки літаків CHa-23 дістав кілька незначних пробоїн унаслідок обстрілу. 23 січня CHa-23 прибув до Лоренгау на острові Манус, при цьому 24 січня «Хейва-Мару» потопила ворожа авіація. Далі CHa-23 перевіз загін із 60 військовослужбовців до ще одного пункту на Манусі, а 25—26 січня пройшов до Кавієнга.
9 липня 1944-го CHa-23 перебував у Рабаулі, де був атакований та потоплений новозеландськими літаками.